# Boucle auditive
Pour les articles homonymes, voir Boucle magnétique.

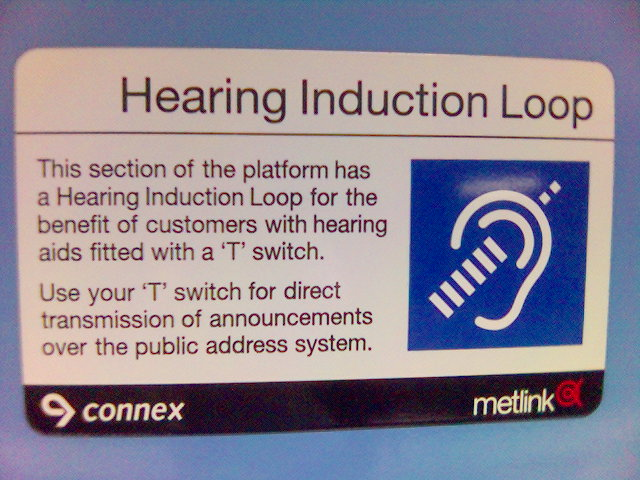
Panneau signalisant la présence d'une boucle auditive dans une gare du réseau de Melbourne.

Une boucle auditive ou boucle magnétique, est un système d'aide pour personnes malentendantes utilisant une boucle d'induction magnétique. Grâce à ce système, le son provenant du micro d'un orateur, d'un équipement de sonorisation, d'un poste de télévision ou autre est transmis à l'appareil auditif de la personne qui peut ainsi l'entendre sans être gênée par des éventuels bruits ambiants. Ce système est principalement utilisé dans des lieux publics (salles de conférences, cinémas, tribunaux, églises, guichets, etc.) mais peut également être installé à domicile. Une grande partie des appareils auditifs classiques intègrent cette fonction.

## Historique
L'origine de la boucle magnétique est fortement liée à celle de la fonction « T » des prothèses auditives. Grâce à cette fonction, dont le principe est connu depuis 1947 , l'appareil auditif peut capter les champs magnétiques générés par le petit haut-parleur présent dans les combinés téléphoniques et restituer le son du combiné à la personne malentendante sans faire appel au micro intégré dans la prothèse. Le son est ainsi plus clair et n'est pas perturbé par les bruits ambiants.
À partir du moment où les prothèses auditives intégraient la fonction « T » et étaient donc capables de recevoir du son via un champ magnétique, il a semblé logique de générer ce champ magnétique autrement que par le combiné téléphonique. La solution la plus simple était de faire circuler du courant électrique dans un fil qui forme une boucle : c'est l'idée de la boucle magnétique.

## Principe
Une boucle magnétique s’installe principalement dans un local. L’installation consiste en un fil électrique qui parcourt le périmètre du local formant ainsi une boucle. Ce fil est relié à un amplificateur de boucle magnétique (matériel spécifique, différent des amplificateurs audio). La prothèse auditive dispose d’une bobine appelée souvent « Telecoil » ou « T-coil ». Cette bobine, placée à l'intérieur de la prothèse, est aussi constituée d’un fil qui fait un grand nombre de spires. Le champ magnétique généré par la grande boucle autour de la salle va traverser les petites boucles dans la prothèse et, par le principe de l’induction magnétique, le signal électrique présent dans la grande boucle va se retrouver (atténué) dans les petites. On transmet ainsi le signal de l’amplificateur audio à la prothèse, qui va ensuite le restituer à l'oreille de la personne malentendante.
La source sonore peut être quelconque. Dans un cinéma, par exemple, on va transmettre le son du film. Dans une salle de conférence, on va transmettre le son du micro de l’orateur. Dans un guichet de métro, on va transmettre la voix du personnel du guichet, etc.
En France, dans le cadre de la loi du 11 février 2005, il est obligatoire d'équiper les guichets d'accueil et d'information des établissements recevant du public 1ère et 2ème catégories ainsi que tous les établissements ayant une mission de service public.
La boucle peut être installée au niveau du sol, du plafond ou à mi-hauteur. Dans d’autres cas, la boucle est intégrée dans les murs, au même titre que l’installation électrique. Il en existe des variantes mobiles, qui peuvent être posées sur le sol ou sur un meuble. De l'emplacement de la boucle dépend sa performance, qui, en France, doit répondre à la norme NFEN 60118-4. La diffusion du signal magnétique n'étant pas arrêtée par les murs, des précautions doivent être prises pour l'installation de boucles magnétiques contiguës ou superposées.
Lorsque la salle est très grande, on préfère souvent ne couvrir qu’une partie de sa surface avec la boucle magnétique. Les personnes malentendantes doivent alors en être informées pour qu’elles se tiennent dans la zone en question. Il existe des salles de spectacle où la boucle magnétique n’est présente que sur un nombre très restreint de sièges.
La présence d’une boucle auditive est souvent signalée par un logo, souvent bleu, représentant une oreille barrée et une lettre « T ».
Enfin, il existe des boucles magnétiques portatives portées autour du cou et reliées par cable à un baladeur, un téléphone ou un récepteur de signal infrarouge ou radiofréquence.